# Liolaemus saxatilis
Liolaemus saxatilis är en ödleart som beskrevs av  Avila och CEI 1992. Liolaemus saxatilis ingår i släktet Liolaemus och familjen Tropiduridae. Inga underarter finns listade i Catalogue of Life.